# RPAIN
RPAIN (англ. RPA interacting protein) – білок, який кодується однойменним геном, розташованим у людей на короткому плечі 17-ї хромосоми. Довжина поліпептидного ланцюга білка становить 219 амінокислот, а молекулярна маса — 24 784.
| 10         |  | 20         |  | 30         |  | 40         |  | 50         |
| ---------- |  | ---------- |  | ---------- |  | ---------- |  | ---------- |
| MAESLRSPRR |  | SLYKLVGSPP |  | WKEAFRQRCL |  | ERMRNSRDRL |  | LNRYRQAGSS |
| GPGNSQNSFL |  | VQEVMEEEWN |  | ALQSVENCPE |  | DLAQLEELID |  | MAVLEEIQQE |
| LIKQEQSIIS |  | EYEKSLQFDE |  | KCLSIMLAEW |  | EANPLICPVC |  | TKYNLRITSG |
| VVVCQCGLSI |  | PSHSSELTEQ |  | KLRACLEGSI |  | NEHSAHCPHT |  | PEFSVTGGTE |
| EKSSLLMSCL |  | ACDTWAVIL  |  |            |  |            |  |            |

A: Аланін

C: Цистеїн

D: Аспарагінова кислота

E: Глутамінова кислота

F: Фенілаланін

G: Гліцин

H: Гістидин

I: Ізолейцин

K: Лізин

L: Лейцин

M: Метіонін

N: Аспарагін

P: Пролін

Q: Глутамін

R: Аргінін

S: Серин

T: Треонін

V: Валін

W: Триптофан

Кодований геном білок за функцією належить до фосфопротеїнів. 
Задіяний у такому біологічному процесі, як альтернативний сплайсинг. 
Білок має сайт для зв'язування з іонами металів, іоном цинку. 
Локалізований у цитоплазмі, ядрі.